# Robert Cohn
Robert Cohn (* 6. September 1920 in Avon, New Jersey; † 3. Juni 1996 in Los Angeles, Kalifornien) war ein US-amerikanischer Filmproduzent, der bei der Oscarverleihung 1969 für den Oscar für den besten Dokumentarfilm nominiert war. 

## Leben
Robert Cohn war der Sohn von Jack Cohn, der zusammen mit seinem Onkel Harry Cohn und Joe Brandt am 19. Juni 1918 die Filmproduktionsgesellschaft Cohn-Brandt-Cohn (CBC) Film Sales Corporation gründete, die bis zum 10. Januar 1924 bestand und aus der dann die Filmproduktionsgesellschaft Columbia Pictures hervorging. Ein weiterer Onkel war der Filmproduzent Nat Cohn, während sein älterer Bruder Ralph Cohn Gründer der Filmproduktionsgesellschaft Screen Gems war. Aufgrund des Engagements seiner Familie in der US-amerikanischen Filmwirtschaft begann er selbst bereits als 18-Jähriger seine Tätigkeit als Filmproduzent. Er produzierte 1938 mit The Main Event von Daniel Dare mit Robert Paige, Julie Bishop und Arthur Loft seinen ersten Film.
Weitere von ihm produzierte Filme waren der Western Black Eagle von Robert Gordon mit William Bishop, Virginia Patton und Gordon Jones, der Western Kazan von Will Jason mit Stephen Dunne, Lois Maxwell und Joe Sawyer und der Film noir The Killer That Stalked New York (1950) von Earl McEvoy mit Evelyn Keyes, Charles Korvin und William Bishop.
Bei der Oscarverleihung 1969 war Robert Cohn gemeinsam mit Alex Grasshoff für den Oscar für den besten Dokumentarfilm nominiert für den Dokumentarfilm Young Americans (1967). Der Film wurde zuerst sogar als Gewinner präsentiert, doch wegen eines Formfehlers (der Film wurde schon 1967 in einer kleinen Vorpremiere gezeigt) mussten Produzent Cohn und Regisseur Grasshoff die Oscarstatue zurückgeben. Der Film Journey Into Self wurde stattdessen zum Gewinner gekürt.

## Auszeichnungen
Oscar
- 1969: Nominierung in der Kategorie Oscar für den besten Dokumentarfilm für Young Americans

## Filmografie (Auswahl)
- 1948: The Lone Wolf in London
- 1948: Adventures in Silverado
- 1948: Rusty Leads the Way
- 1950: The Palomino
- 1951: Strandräuber in Florida (The Barefoot Mailman)
- 1953: Mission Over Korea
- 1962: Männer, die das Leben liebe
- 1964: Assistenzärzte